# Sessrumnir Valley
Das Sessrumnir Valley ist ein hoch liegendes und größtenteils eisfreies Tal im ostantarktischen Viktorialand. In der Asgard Range liegt es östlich des Mount Freya.
Das New Zealand Antarctic Place-Names Committee griff bei der Benennung 1982 einen Vorschlag von Graeme Geoffrey Carré Claridge (* 1931) vom New Zealand Soil Bureau des Department of Scientific and Industrial Research (DSIR) auf. Namensgeber ist Sessrumnir, Sitz der Göttin Freya aus der nordischen Mythologie.